# Zhao Jianhua
Zhao Jianhua (chinesisch 赵剑华, * 21. April 1965 in Nantong) ist ein ehemaliger chinesischer Badmintonspieler.

## Karriere
Zhao Jianhua war einer der bedeutendsten Einzelspieler weltweit in der zweiten Hälfte der 1980er Jahre und in den frühen 1990er Jahren. Er erkämpfte alle großen Titel in seiner Karriere: Er siegte bei der Weltmeisterschaft, der Asienmeisterschaft, den Asienspielen und den All England im Herreneinzel. Nur das Debüt von Badminton bei den Olympischen Sommerspielen 1992 kam für ihn zu spät. Zu diesem Zeitpunkt befand er sich schon nicht mehr auf dem Höhepunkt seiner Badmintonkarriere und schied im Viertelfinale des Einzels aus.

## Sportliche Erfolge
| Saison | Veranstaltung      | Disziplin    | Platz | Name         |
| ------ | ------------------ | ------------ | ----- | ------------ |
| 1984   | Mozambique Juniors | Herreneinzel | 1     | Zhao Jianhua |
| 1984   | Scottish Open      | Herreneinzel | 1     | Zhao Jianhua |
| 1985   | Asienmeisterschaft | Herreneinzel | 1     | Zhao Jianhua |
| 1985   | Japan Open         | Herreneinzel | 1     | Zhao JianHua |
| 1985   | All England        | Herreneinzel | 1     | Zhao Jianhua |
| 1986   | Asienspiele        | Herreneinzel | 1     | Zhao Jianhua |
| 1986   | Malaysia Open      | Herreneinzel | 1     | Zhao JianHua |
| 1987   | Thailand Open      | Herreneinzel | 1     | Zhao Jianhua |
| 1987   | Weltmeisterschaft  | Herreneinzel | 3     | Zhao Jianhua |
| 1990   | Asienspiele        | Herreneinzel | 1     | Zhao Jianhua |
| 1990   | All England        | Herreneinzel | 1     | Zhao Jianhua |
| 1991   | China Open         | Herreneinzel | 2     | Zhao Jianhua |
| 1991   | Weltmeisterschaft  | Herreneinzel | 1     | Zhao Jianhua |
| 1992   | Singapur Open      | Herreneinzel | 1     | Zhao Jianhua |
| 1992   | All England        | Herreneinzel | 2     | Zhao Jianhua |